# Peregryn
Peregryn – imię męskie pochodzenia łacińskiego, oznaczające „ten, który podróżuje”. Wśród patronów – św. Peregryn, męczennik (II wiek); św. Peregryn, biskup Auxerre (+ 304); św. Peregryn Laziosi – patron chorych na raka. Od tego imienia powstała staropolska forma skrócona (zdrobniała, spieszczona) Grzymek, utworzona za pomocą popularnej w imiennictwie polskim (a także ruskim) techniki ucinania nagłosu (: Pielgrzym).
Peregryn imieniny obchodzi 1 maja, 5 maja, 16 maja, 13 czerwca, 7 lipca, 25 sierpnia i 5 września.

## Znane osoby
- Peregryn z Opola – śląski dominikanin, kaznodzieja z przełomu XIII/XIV w.
- Peregryn Laziosi – święty serwita, patron chorych na raka (1260-1345).
- Peregrine Maitland – brytyjski oficer i polityk (1777-1854)